# Ramsisia ankolensis
Ramsisia ankolensis är en insektsart som beskrevs av Einyu och M. Firoz Ahmed 1979. Ramsisia ankolensis ingår i släktet Ramsisia och familjen dvärgstritar. Inga underarter finns listade i Catalogue of Life.